# 艾利甘迪
艾利甘迪（西班牙語：Ailigandí），是巴拿馬的城鎮，位於該國東北部，由庫納雅拉特區負責管轄，面積821.5平方公里，海拔高度3米，2010年人口11,644，人口密度每平方公里14.2人。